# ATP Tokio

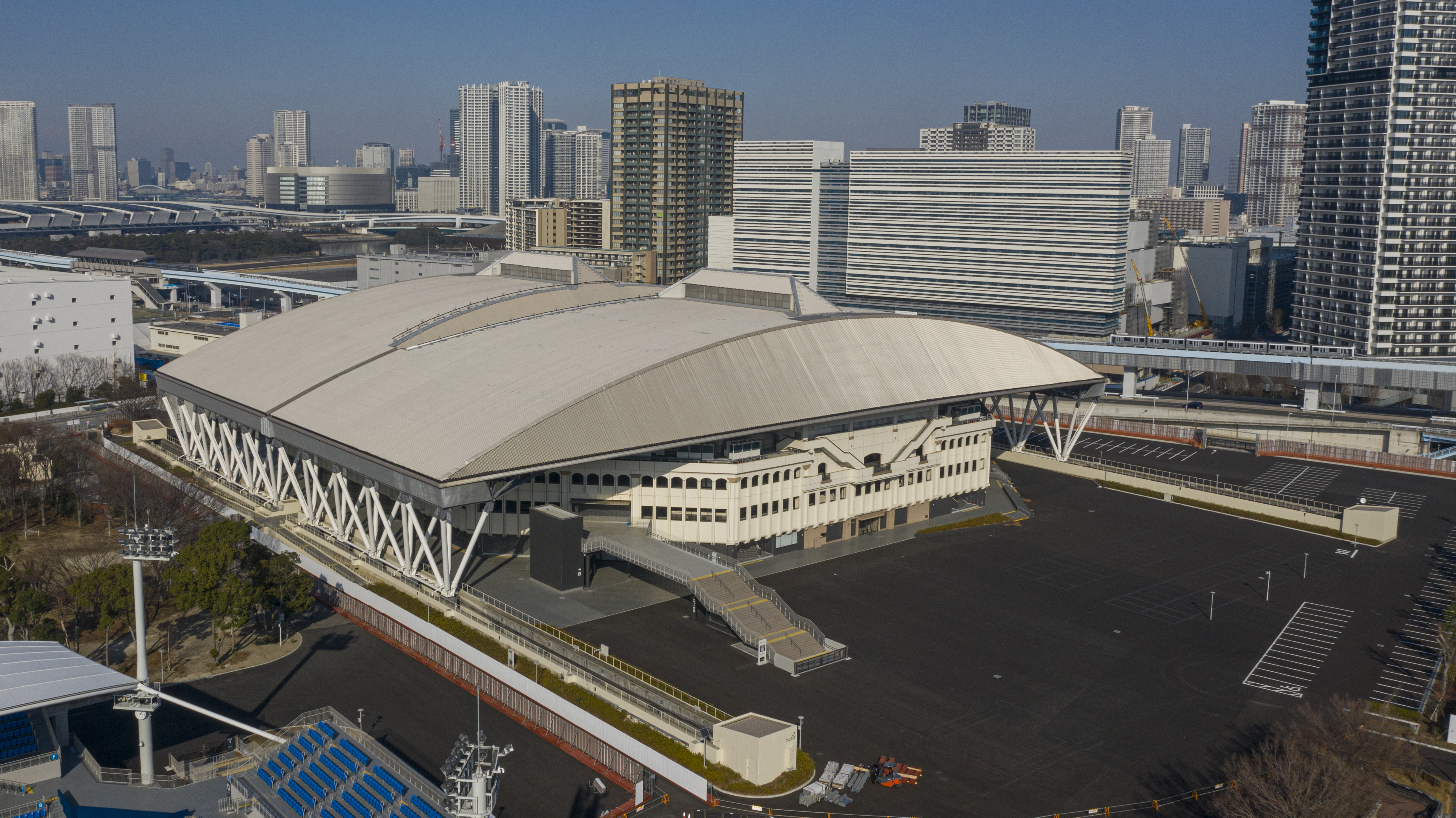
Der Veranstaltungsort des Turniers, das Ariake Coliseum im Ariake Forest Tennis Park.

Das ATP-Turnier von Tokio (offiziell Kinoshita Group Japan Open Tennis Championships) ist ein japanisches Herren-Tennisturnier in Tokio. Es ist seit der Gründung der ATP Tour Teil der ATP Tour 500 und wird im Freien auf Hartplatz gespielt. Es wird jährlich meist im Oktober gespielt und findet in der Regel parallel mit dem Turnier in Peking statt, das zur selben Kategorie gehört.

## Geschichte
Der Wettbewerb wurde erstmals 1972, zunächst auf Teppich, veranstaltet und wird seitdem jährlich im Bezirk Chōfu in der Präfektur Tokio ausgetragen. Allerdings wurde das Turnier erst 1973 Teil des Grand Prix Tennis Circuit und wurde fortan (mit Ausnahme von 1978 bis 1981, wo auf Sand gespielt wurde) auf Hartplatz gespielt. Von 1979 bis 2008 fand zeitgleich ein Damenturnier statt.
Austragungsort ist das Ariake Coliseum im Ariake Tennis no Mori Kōen. 2018 wurde wegen Umbaumaßnahmen ein Jahr im Musashino Forest Sport Plaza in Chōfu, in der Halle gespielt.

## Siegerliste
Rekordsieger ist der Schwede Stefan Edberg mit vier Erfolgen; im Doppel konnte der US-Amerikaner Ken Flach (mit unterschiedlichen Partnern) mit drei Titeln am häufigsten gewinnen.

### Einzel
| Jahr                | Sieger                | Finalgegner           | Finalergebnis  |
| ------------------- | --------------------- | --------------------- | -------------- |
| 2024                | Arthur Fils           | Ugo Humbert           | 5:7, 7:66, 6:3 |
| 2023                | Ben Shelton           | Aslan Karazew         | 7:5, 6:1       |
| 2022                | Taylor Fritz          | Frances Tiafoe        | 7:63, 7:62     |
| 2020–2021: abgesagt |                       |                       |                |
| 2019                | Novak Đoković         | John Millman          | 6:3, 6:2       |
| 2018                | Daniil Medwedew       | Kei Nishikori         | 6:2, 6:4       |
| 2017                | David Goffin          | Adrian Mannarino      | 6:3, 7:5       |
| 2016                | Nick Kyrgios          | David Goffin          | 4:6, 6:3, 7:5  |
| 2015                | Stan Wawrinka         | Benoît Paire          | 6:2, 6:4       |
| 2014                | Kei Nishikori (2)     | Milos Raonic          | 7:65, 4:6, 6:4 |
| 2013                | Juan Martín del Potro | Milos Raonic          | 7:65, 7:5      |
| 2012                | Kei Nishikori (1)     | Milos Raonic          | 7:65, 3:6, 6:0 |
| 2011                | Andy Murray           | Rafael Nadal          | 3:6, 6:2, 6:0  |
| 2010                | Rafael Nadal          | Gaël Monfils          | 6:1, 7:5       |
| 2009                | Jo-Wilfried Tsonga    | Michail Juschny       | 6:3, 6:3       |
| 2008                | Tomáš Berdych         | Juan Martín del Potro | 6:1, 6:4       |
| 2007                | David Ferrer          | Richard Gasquet       | 6:1, 6:2       |
| 2006                | Roger Federer         | Tim Henman            | 6:3, 6:3       |
| 2005                | Wesley Moodie         | Mario Ančić           | 1:6, 7:67, 6:4 |
| 2004                | Jiří Novák            | Taylor Dent           | 5:7, 6:1, 6:3  |
| 2003                | Rainer Schüttler      | Sébastien Grosjean    | 7:65, 6:2      |
| 2002                | Kenneth Carlsen       | Magnus Norman         | 7:66, 6:3      |
| 2001                | Lleyton Hewitt        | Michel Kratochvil     | 6:4, 6:2       |
| 2000                | Sjeng Schalken        | Nicolás Lapentti      | 6:4, 3:6, 6:1  |
| 1999                | Nicolas Kiefer        | Wayne Ferreira        | 7:65, 7:5      |
| 1998                | Andrei Pavel          | Byron Black           | 6:3, 6:4       |
| 1997                | Richard Krajicek      | Lionel Roux           | 6:2, 3:6, 6:1  |
| 1996                | Pete Sampras (3)      | Richey Reneberg       | 6:4, 7:5       |
| 1995                | Jim Courier (2)       | Andre Agassi          | 6:4, 6:3       |
| 1994                | Pete Sampras (2)      | Michael Chang         | 6:4, 6:2       |
| 1993                | Pete Sampras (1)      | Brad Gilbert          | 6:2, 6:2, 6:2  |
| 1992                | Jim Courier (1)       | Richard Krajicek      | 6:4, 6:4, 7:6  |
| 1991                | Stefan Edberg (4)     | Ivan Lendl            | 6:1, 7:5, 6:0  |
| 1990                | Stefan Edberg (3)     | Aaron Krickstein      | 6:4, 7:5       |
| 1989                | Stefan Edberg (2)     | Ivan Lendl            | 6:3, 2:6, 6:4  |
| 1988                | John McEnroe          | Stefan Edberg         | 6:2, 6:2       |
| 1987                | Stefan Edberg (1)     | David Pate            | 7:6, 6:4       |
| 1986                | Ramesh Krishnan       | Johan Carlsson        | 6:3, 6:1       |
| 1985                | Scott Davis           | Jimmy Arias           | 6:1, 7:6       |
| 1984                | David Pate            | Terry Moor            | 6:3, 7:5       |
| 1983                | Eliot Teltscher       | Andrés Gómez          | 7:5, 3:6, 6:1  |
| 1982                | Jimmy Arias           | Dominique Bedel       | 6:2, 2:6, 6:4  |
| 1981                | Balázs Taróczy        | Eliot Teltscher       | 6:3, 1:6, 7:6  |
| 1980                | Ivan Lendl            | Eliot Teltscher       | 3:6, 6:4, 6:0  |
| 1979                | Terry Moor            | Pat DuPré             | 3:6, 7:6, 6:2  |
| 1978                | Adriano Panatta       | Pat DuPré             | 6:3, 6:3       |
| 1977                | Manuel Orantes        | Kim Warwick           | 6:2, 6:1       |
| 1976                | Roscoe Tanner         | Corrado Barazzutti    | 6:3, 6:2       |
| 1975                | Raúl Ramírez          | Manuel Orantes        | 6:4, 7:5, 6:3  |
| 1974                | Rod Laver             | Juan Gisbert          | 5:7, 6:2, 6:0  |
| 1973                | Ken Rosewall          | John Newcombe         | 6:1, 6:4       |
| 1972                | Toshiro Sakai         | Jun Kuki              | 6:3, 6:3       |

### Doppel
| Jahr                | Sieger                                   | Finalgegner                          | Finalergebnis     |
| ------------------- | ---------------------------------------- | ------------------------------------ | ----------------- |
| 2024                | Julian Cash Lloyd Glasspool              | Ariel Behar Robert Galloway          | 6:4, 4:6, [12:10] |
| 2023                | Rinky Hijikata Max Purcell               | Jamie Murray Michael Venus           | 6:4, 6:1          |
| 2022                | Mackenzie McDonald Marcelo Melo (2)      | Rafael Matos David Vega Hernández    | 6:4, 3:6, [10:4]  |
| 2020–2021: abgesagt |                                          |                                      |                   |
| 2019                | Nicolas Mahut Édouard Roger-Vasselin (2) | Nikola Mektić Franko Škugor          | 7:67, 6:4         |
| 2018                | Ben McLachlan (2) Jan-Lennard Struff     | Michael Venus Raven Klaasen          | 6:4, 7:5          |
| 2017                | Ben McLachlan (1) Yasutaka Uchiyama      | Jamie Murray Bruno Soares            | 6:4, 7:61         |
| 2016                | Marcel Granollers Marcin Matkowski       | Raven Klaasen Rajeev Ram             | 6:2, 7:64         |
| 2015                | Raven Klaasen Marcelo Melo (1)           | Juan Sebastián Cabal Robert Farah    | 7:65, 3:6, [10:7] |
| 2014                | Pierre-Hugues Herbert Michał Przysiężny  | Ivan Dodig Marcelo Melo              | 6:3, 6:73, [10:5] |
| 2013                | Rohan Bopanna Édouard Roger-Vasselin (1) | Jamie Murray John Peers              | 7:65, 6:4         |
| 2012                | Alexander Peya Bruno Soares              | Leander Paes Radek Štěpánek          | 6:3, 7:65         |
| 2011                | Andy Murray Jamie Murray                 | František Čermák Filip Polášek       | 6:1, 6:4          |
| 2010                | Eric Butorac Jean-Julien Rojer           | Andreas Seppi Dmitri Tursunow        | 6:3, 6:2          |
| 2009                | Julian Knowle Jürgen Melzer              | Ross Hutchins Jordan Kerr            | 6:2, 5:7, [10:8]  |
| 2008                | Michail Juschny Mischa Zverev            | Lukáš Dlouhý Leander Paes            | 6:3, 6:4          |
| 2007                | Jordan Kerr Robert Lindstedt             | Frank Dancevic Stephen Huss          | 6:4, 6:4          |
| 2006                | Ashley Fisher Tripp Phillips             | Paul Goldstein Jim Thomas            | 6:2, 7:5          |
| 2005                | Satoshi Iwabuchi Takao Suzuki            | Simon Aspelin Todd Perry             | 5:43, 5:413       |
| 2004                | Jared Palmer Pavel Vízner                | Jiří Novák Petr Pála                 | 5:1 aufgg.        |
| 2003                | Justin Gimelstob Nicolas Kiefer          | Scott Humphries Mark Merklein        | 6:76, 6:3, 7:64   |
| 2002                | Jeff Coetzee Chris Haggard               | Jan-Michael Gambill Graydon Oliver   | 7:64, 6:4         |
| 2001                | Rick Leach David Macpherson              | Paul Hanley Nathan Healey            | 1:6, 7:66, 7:64   |
| 2000                | Mahesh Bhupathi Leander Paes             | Michael Hill Jeff Tarango            | 6:4, 6:71, 6:3    |
| 1999                | Jeff Tarango Daniel Vacek (2)            | Wayne Black Brian MacPhie            | 4:3 aufgg.        |
| 1998                | Sébastien Lareau Daniel Nestor           | Olivier Delaître Stefano Pescosolido | 6:3, 6:4          |
| 1997                | Martin Damm Daniel Vacek (1)             | Justin Gimelstob Patrick Rafter      | 2:6, 6:2, 7:6     |
| 1996                | Todd Woodbridge (2) Mark Woodforde       | Mark Knowles Rick Leach              | 6:2, 6:3          |
| 1995                | Mark Knowles Jonathan Stark              | John Fitzgerald Anders Järryd        | 6:3, 3:6, 7:6     |
| 1994                | Henrik Holm Anders Järryd                | Sébastien Lareau Patrick McEnroe     | 7:5, 6:1          |
| 1993                | Ken Flach (3) Rick Leach (2)             | Glenn Michibata David Pate           | 2:6, 6:3, 6:4     |
| 1992                | Kelly Jones Rick Leach (1)               | John Fitzgerald Anders Järryd        | 0:6, 7:5, 6:3     |
| 1991                | Stefan Edberg Todd Woodbridge (1)        | John Fitzgerald Anders Järryd        | 6:4, 5:7, 6:4     |
| 1990                | Mark Kratzmann Wally Masur               | Kent Kinnear Brad Pearce             | 3:6, 6:3, 6:4     |
| 1989                | Ken Flach (2) Robert Seguso              | Kevin Curren David Pate              | 7:6, 7:6          |
| 1988                | John Fitzgerald Johan Kriek              | Steve Denton David Pate              | 6:4, 6:7, 6:4     |
| 1987                | Paul Annacone Kevin Curren               | Andrés Gómez Anders Järryd           | 6:4, 7:6          |
| 1986                | Matt Anger Ken Flach (1)                 | Jimmy Arias Greg Holmes              | 6:2, 6:3          |
| 1985                | Scott Davis David Pate                   | Sammy Giammalva Greg Holmes          | 7:6, 6:7, 6:3     |
| 1984                | David Dowlen Nduka Odizor                | Mark Dickson Steve Meister           | 6:7, 6:4, 6:3     |
| 1983                | Sammy Giammalva Steve Meister            | Tim Gullikson Tom Gullikson          | 6:4, 6:7, 7:6     |
| 1982                | Sherwood Stewart Ferdi Taygan            | Tim Gullikson Tom Gullikson          | 6:1, 3:6, 7:6     |
| 1981                | Heinz Günthardt Balázs Taróczy           | Larry Stefanki Robert Van’t Hof      | 3:6, 6:2, 6:1     |
| 1980                | Ross Case (2) Jaime Fillol               | Terry Moor Eliot Teltscher           | 6:3, 3:6, 6:4     |
| 1979                | Colin Dibley Pat DuPré                   | Rod Frawley Francisco González       | 3:6, 6:1, 6:1     |
| 1978                | Ross Case (1) Geoff Masters (2)          | Željko Franulović Buster Mottram     | 6:2, 4:6, 6:1     |
| 1977                | Geoff Masters (1) Kim Warwick            | Colin Dibley Chris Kachel            | 6:2, 7:6          |
| 1976                | Bob Carmichael Ken Rosewall (2)          | Ismail El Shafei Brian Fairlie       | 6:4, 6:4          |
| 1975                | Brian Gottfried Raúl Ramírez             | Juan Gisbert Manuel Orantes          | 7:6, 6:4          |
| 1974                | nicht ausgetragen                        | nicht ausgetragen                    | nicht ausgetragen |
| 1973                | Mal Anderson Ken Rosewall (1)            | Colin Dibley Allan Stone             | 7:5, 7:5          |